# 초전항 (남해군)
초전항(草田港)은 경상남도 남해군 미조면 송정리, 초전마을 인근에 있는 어항이다. 2002년 8월 6일 어촌정주어항으로 지정하여 관리하고 있다. 시설관리자는 남해군수이다.

## 어항 연혁
- 예부터 띠나 억새풀이 무성하여  새밭금의 한자표기인 초전(草田)이라 유래되었다.

## 어항 시설
- 방파제 L=46, B=6.5m, 선착장 L=123m, B=7m, 호안 L=210, B=4.0m

## 주요 어종
- 멸치, 문어, 낙지, 멍게, 장어 등